# Ourdissage

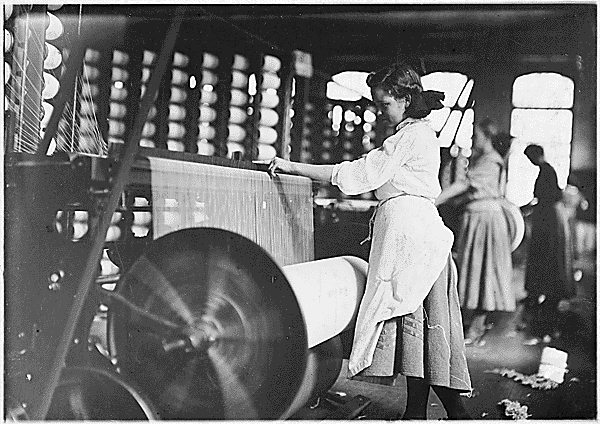
Ourdisseuse. A l'arrière-plan on distingue la cantre, qui porte les bobines ; devant l'ourdisseuse, un gros rouleau de fils, l'ensouple, en cours d'ourdissage.

L’ourdissage est la première étape de préparation du tissage. Il consiste à arranger et organiser les fils de chaîne, puis à les bobiner sur une ensouple, qui permettra leur transfert vers le métier à tisser.

## Principe technique

### Définition du futur tissu
On définit au préalable les caractéristiques du tissu à produire :
- la largeur du tissu, aussi appelée laize[2] ;
- la densité du tissu, qui correspond au nombre de fils par unité de mesure[1] ;
- le nombre de fils par future maille : on peut tisser en fil simple, double, triple, voire davantage[3] ;
- l'agencement des couleurs, pour les tissus à motifs, comme les rayures, ou avec des effets de dégradé, comme les ombrés ou les chinés[1] ;
- la lisière, c'est-à-dire la bordure du tissu[4]. Comme il s'agit des fils qui subissent le plus de contraintes au cours du tissage, on choisit en général des fils au moins aussi gros que le reste de la chaîne[4].

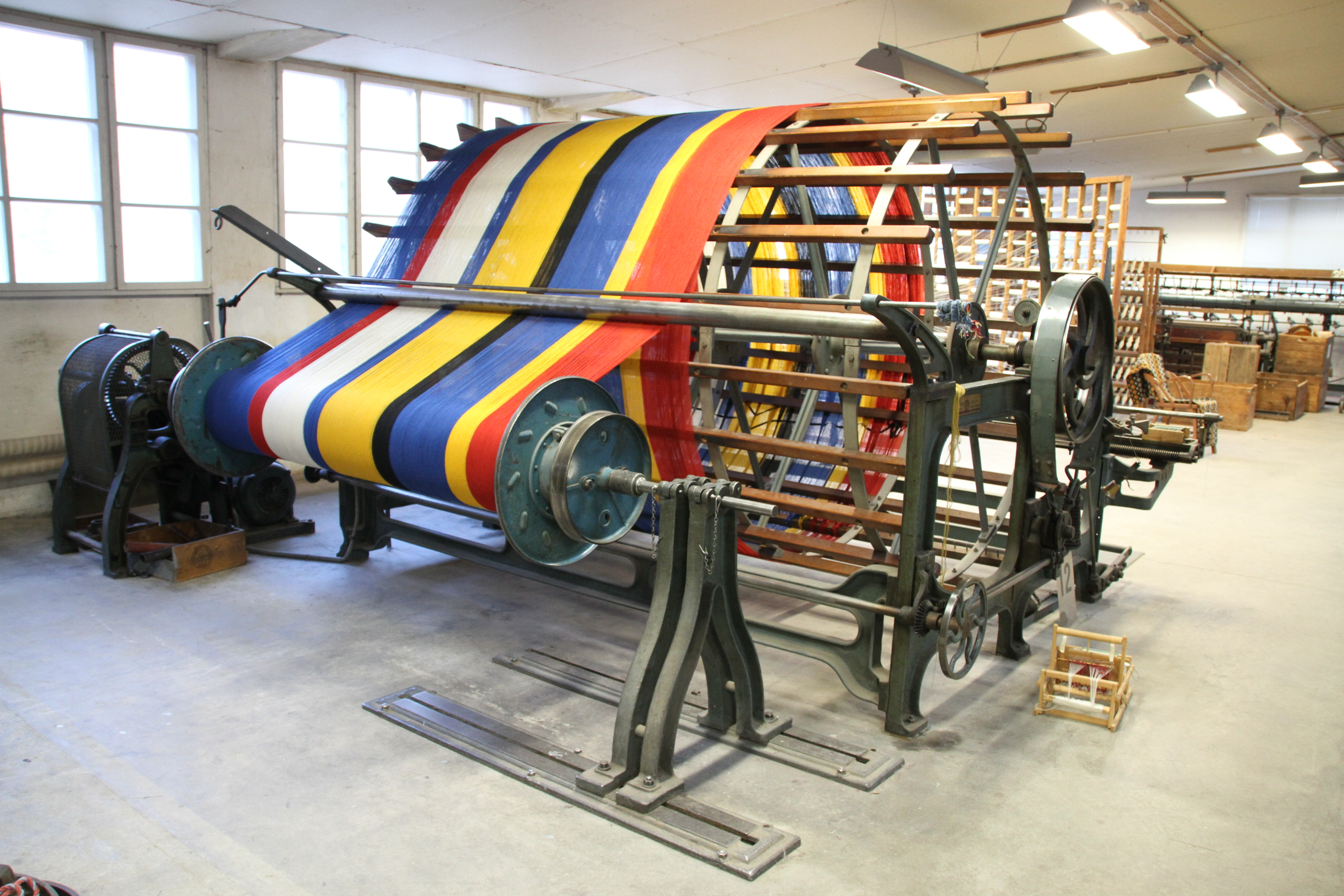
Ourdissoir en cours de bobinage (grand cylindre) et ensouple (au premier plan). On repère les caractéristiques du futur tissu : sa laize, plus étroite que la largeur totale de l'ourdissoir, et les rayures.

### Encantrage
Les fils sont livrés sur bobines ou cônes par les filatures.
Chaque bobine est disposée sur une cantre, c'est-à-dire une étagère à bobines conçue pour permettre de dérouler facilement les fils. Cette disposition est appelée encantrage, et la position des bobines est adapté à l'ourdissage qui suit.

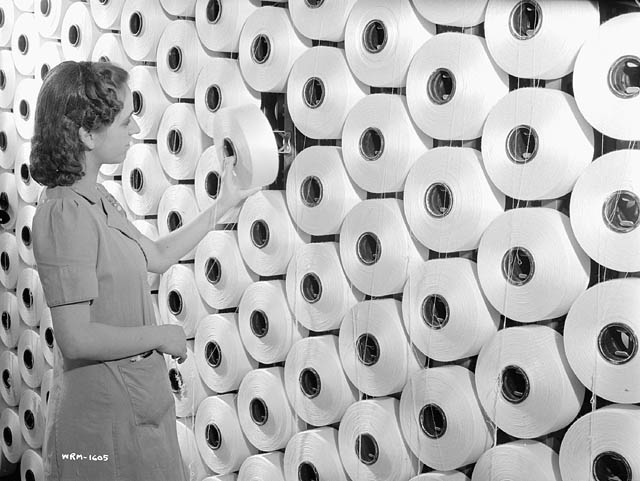
Ouvrière remplaçant un cône (grosse bobine) sur une cantre. On voit les fils qui partent de chaque bobine, vers l'ourdissoir.

Chaque fil est passé à travers un œillet, appelé tendeur, pour l'amener vers l'ourdissoir. Sur les cantres modernes, les tendeurs sont équipés de capteurs de tension, qui permettent de maîtriser la tension du fil pendant l'ourdissage, et de repérer les casses de fil.

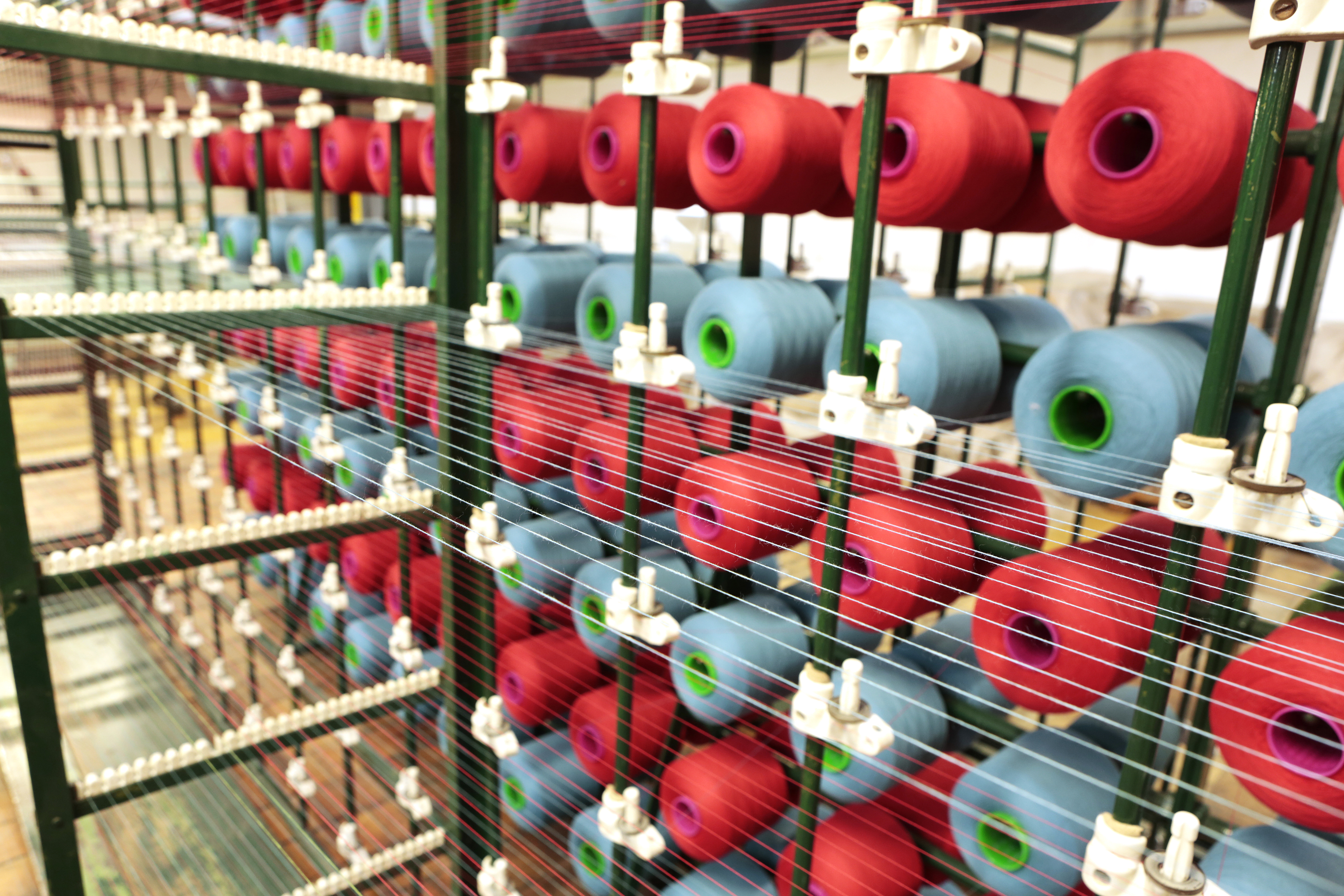
Cantre moderne. On aperçoit les oeillets des tendeurs.

### Ourdissage
Depuis la cantre, les fils sont enfilés dans un peigne envergeur, qui les aligne, puis attachés à l'ensouple. L'ourdissoir bobine alors l'ensouple, à vitesse donnée.

Ourdissage, vu depuis l'ourdissoir. A l'arrière-plan, la cantre, et les fils guidés vers le peigne envergeur. Au tout premier plan, légèrement hors-champ, l'ensouple en cours de bobinage.

Au cours de l'ourdissage, on sépare généralement les fils en deux : les fils numérotés pairs, et les fils numérotés impairs, pour faciliter  le rentrage sur la machine à tisser.

On peut également introduire une lamelle de carton pour éviter que les différentes couches de chaîne se mélangent au cours du bobinage, et assurer la platitude de la nappe de fils.

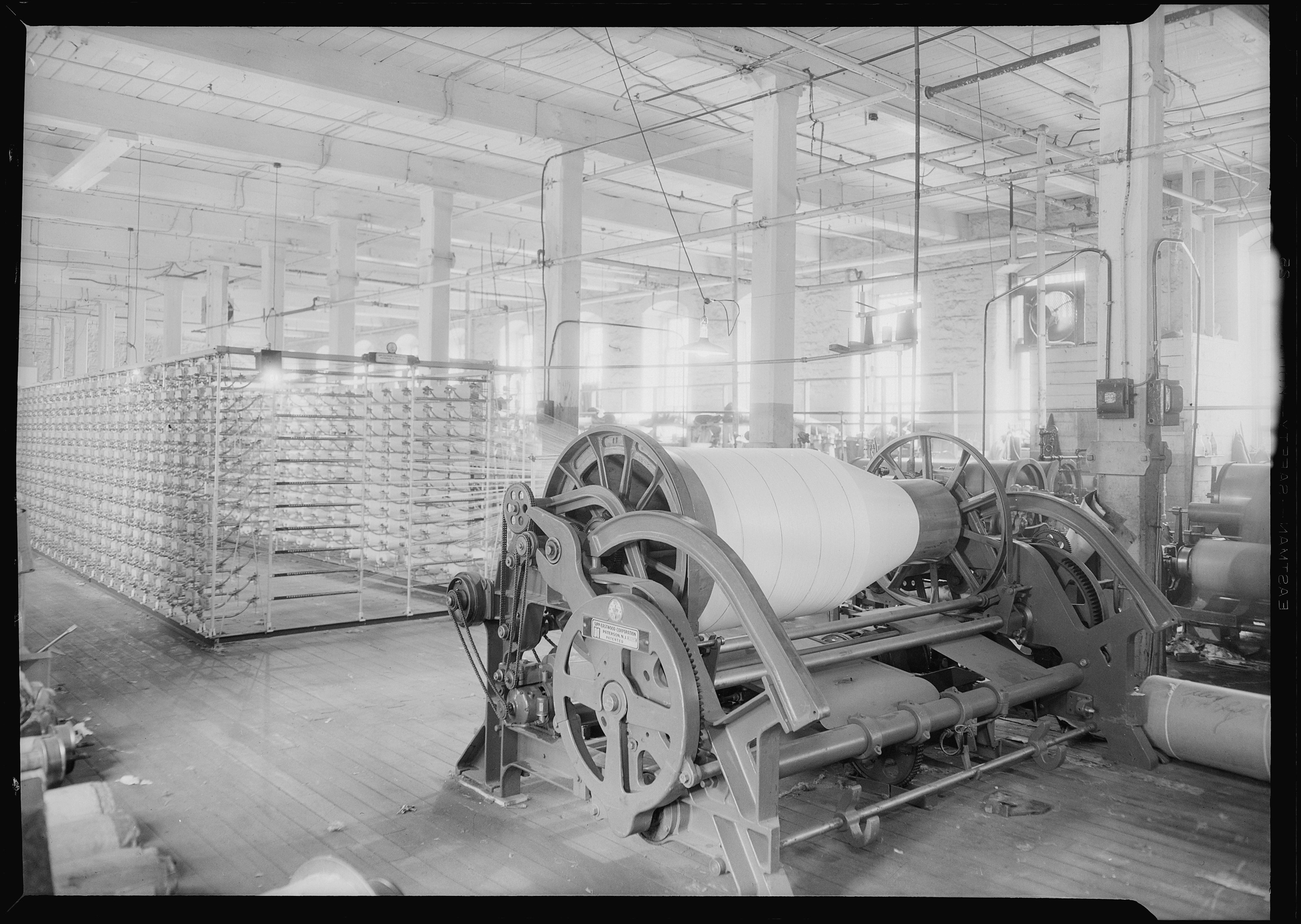
Cantre (sur la gauche), et ourdissoir (sur la droite). On distingue les fils qui traversent la travée pour aller jusqu'à l'ourdissoir.

### Ourdissage direct, ourdissage sectionnel
Il existe deux façons principales d'ourdir :
- l'ourdissage direct, ou total : tous les fils sont ourdis en même temps[7].
- l'ourdissage fractionné, ou sectionnel : les fils sont ourdis section par section[7]. L'ensouple est souvent elle-même sectionnée pour faciliter l'ourdissage sectionnel[8].

## Galerie

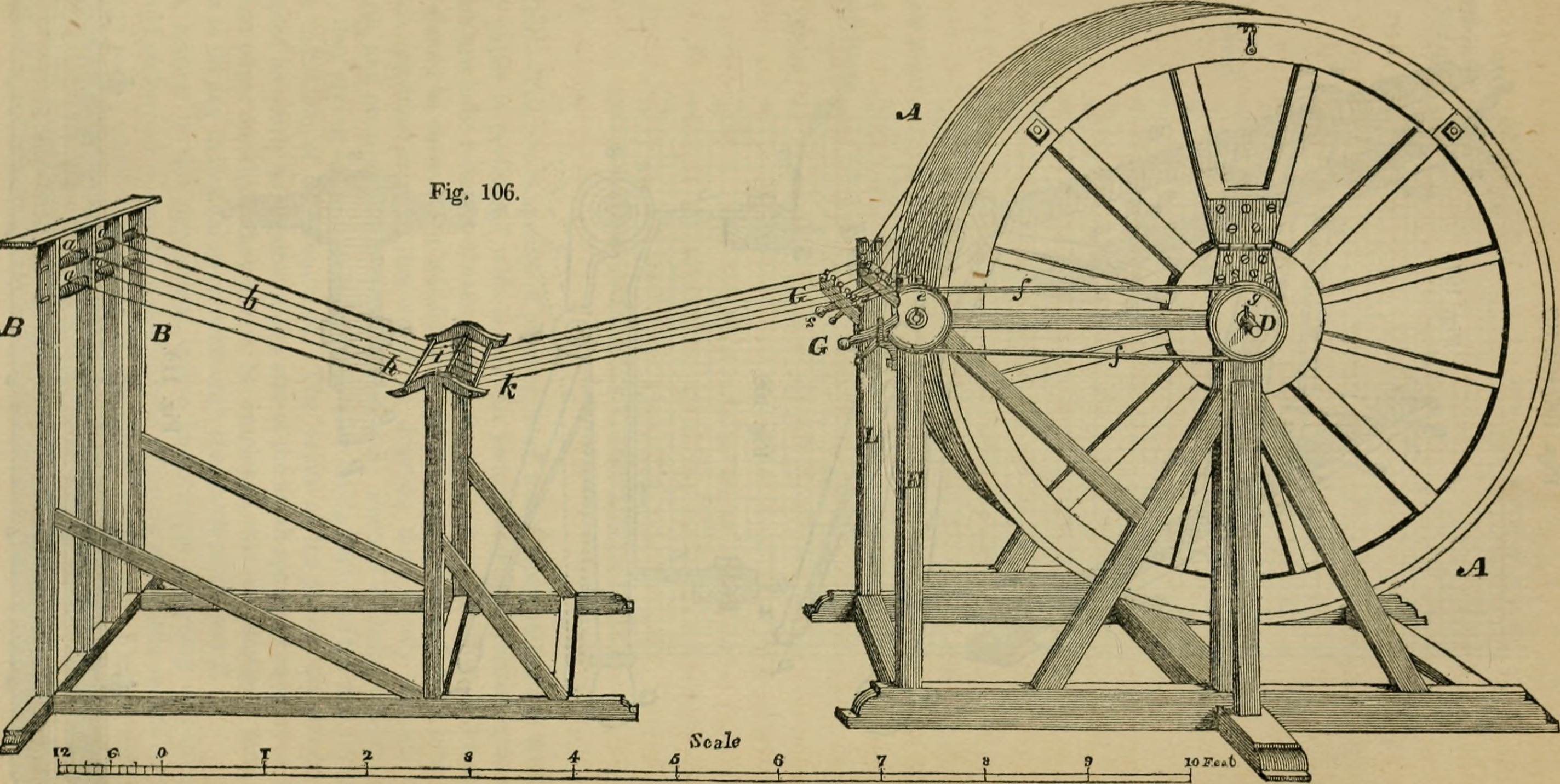
Ourdissoir à bras : à gauche, la cantre, avec les fils qui passent à travers un peigne, puis s'enroulent autour de l'ourdissoir.
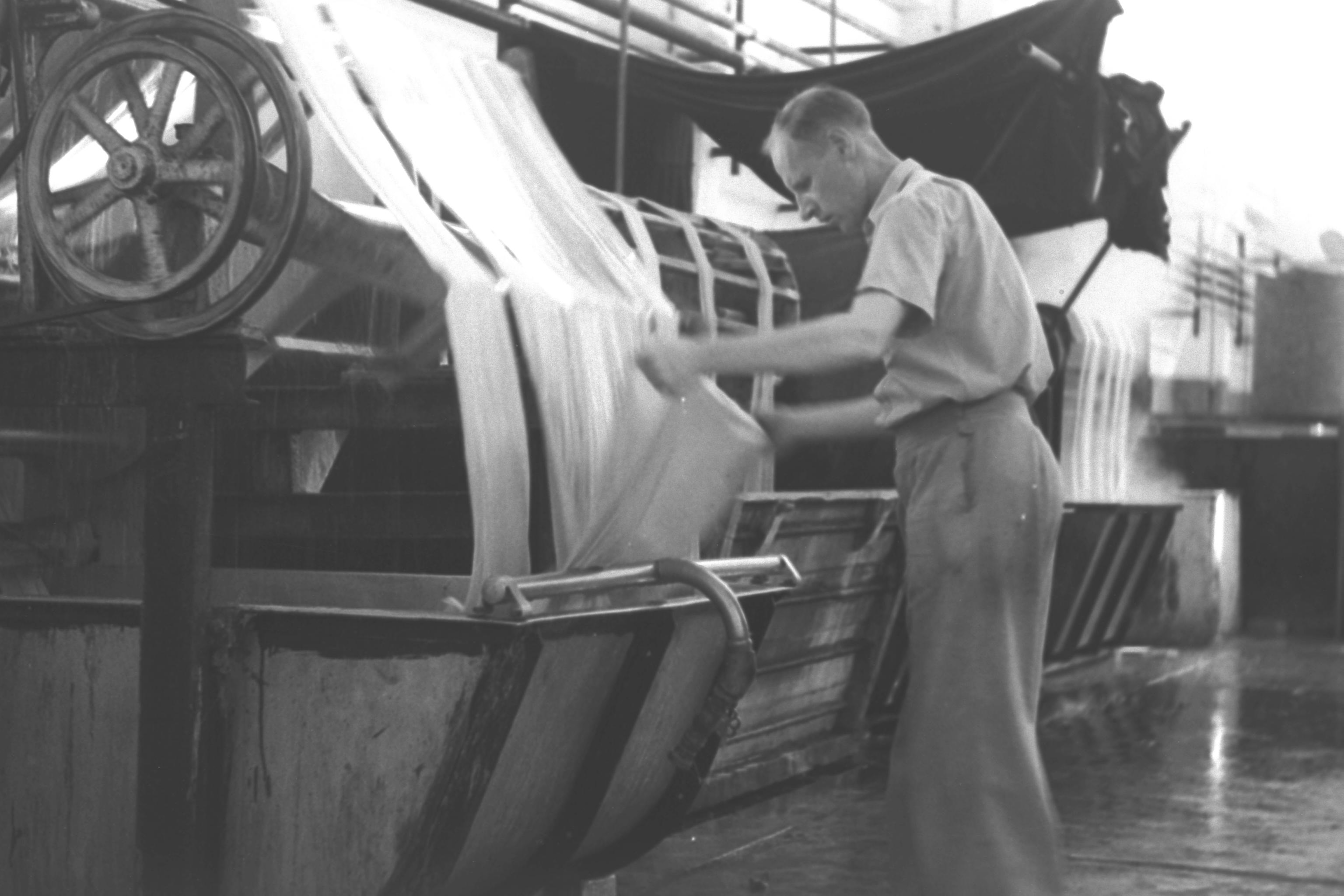
Ouvrier à l'encollage, devant une cuve.
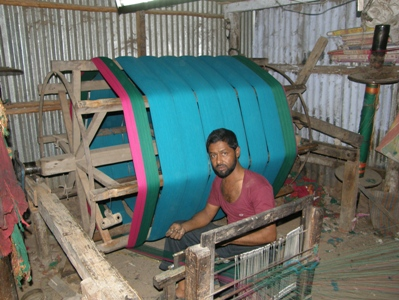
Ouvrier devant un ourdissoir traditionnel. On devine la cantre, hors cadre à droite.
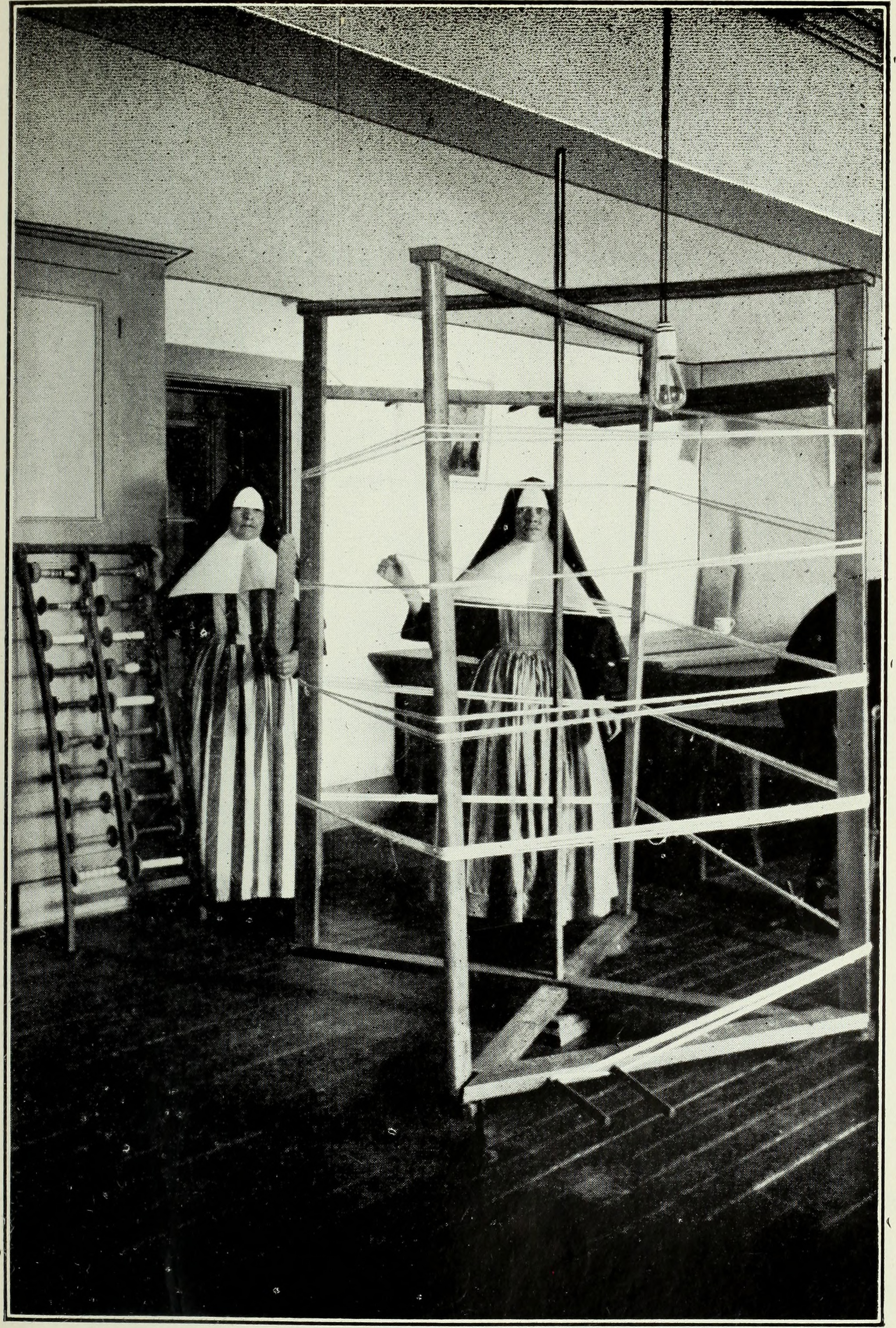
Ourdissoir vertical. La cantre est à l'arrière-plan à gauche.
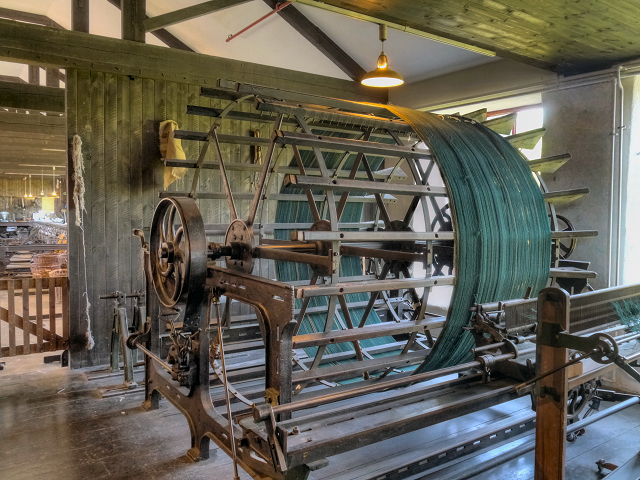
Ourdissoir à bras. La cantre est hors-champ, à droite. Le tissu final a une laize (largeur) étroite, l'ourdissage se fait donc sur une section réduite de l'ourdissoir. On voit les différentes couches de fil.
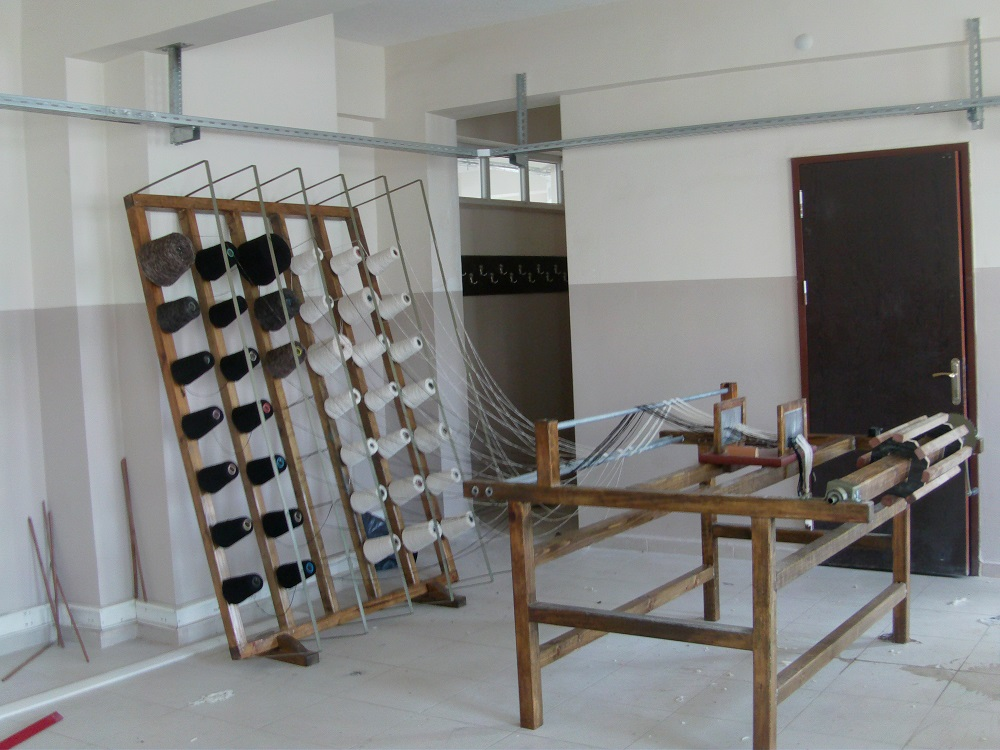
La cantre (à gauche) et un ourdissoir de petit diamètre (à droite).
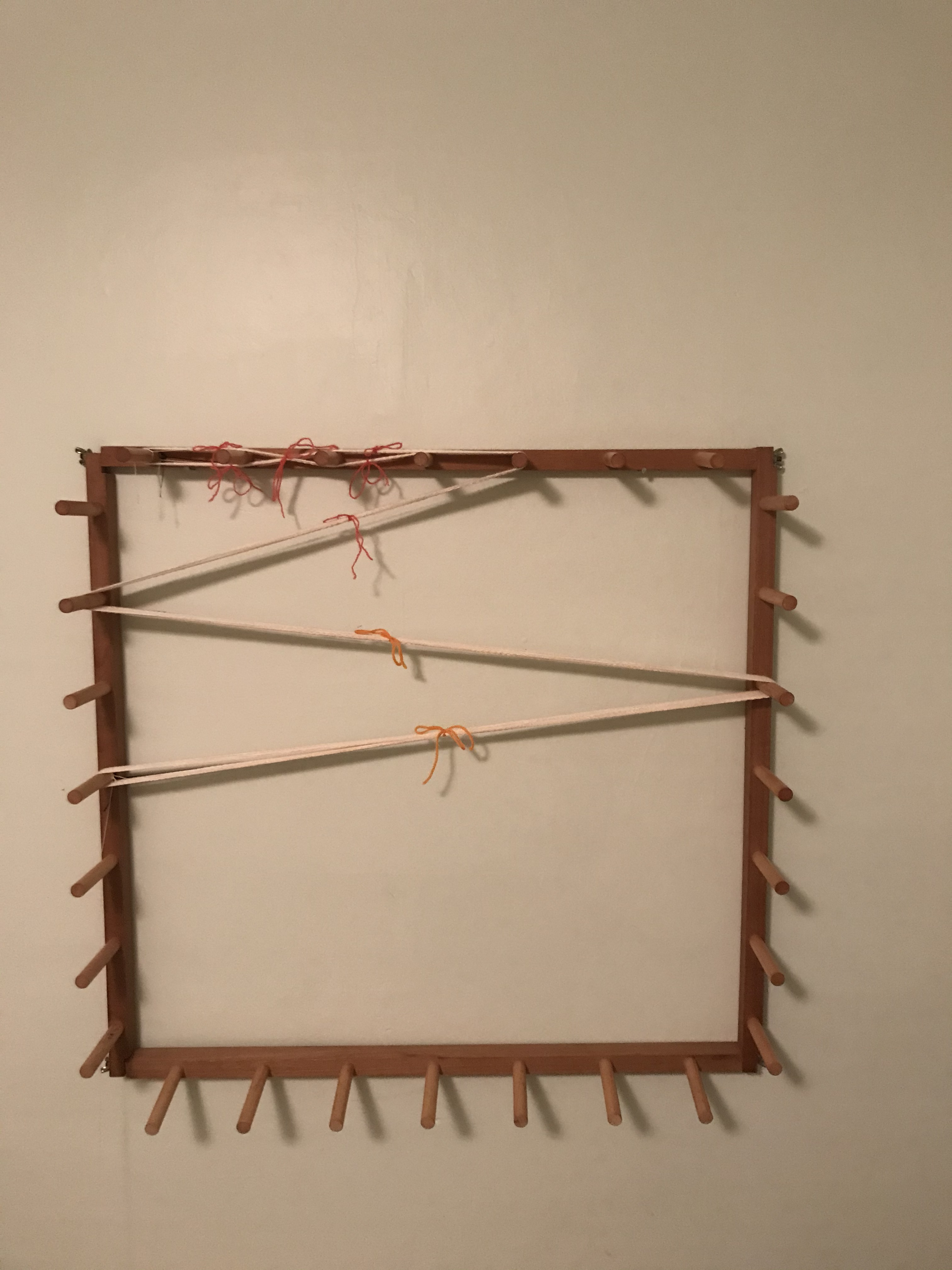
Cadre d'ourdissage. Sur ce type d'ourdissoir, on n'ourdit pas par tours, mais par rangée de fils. Le pliage est indispensable avec ce type d'outil.
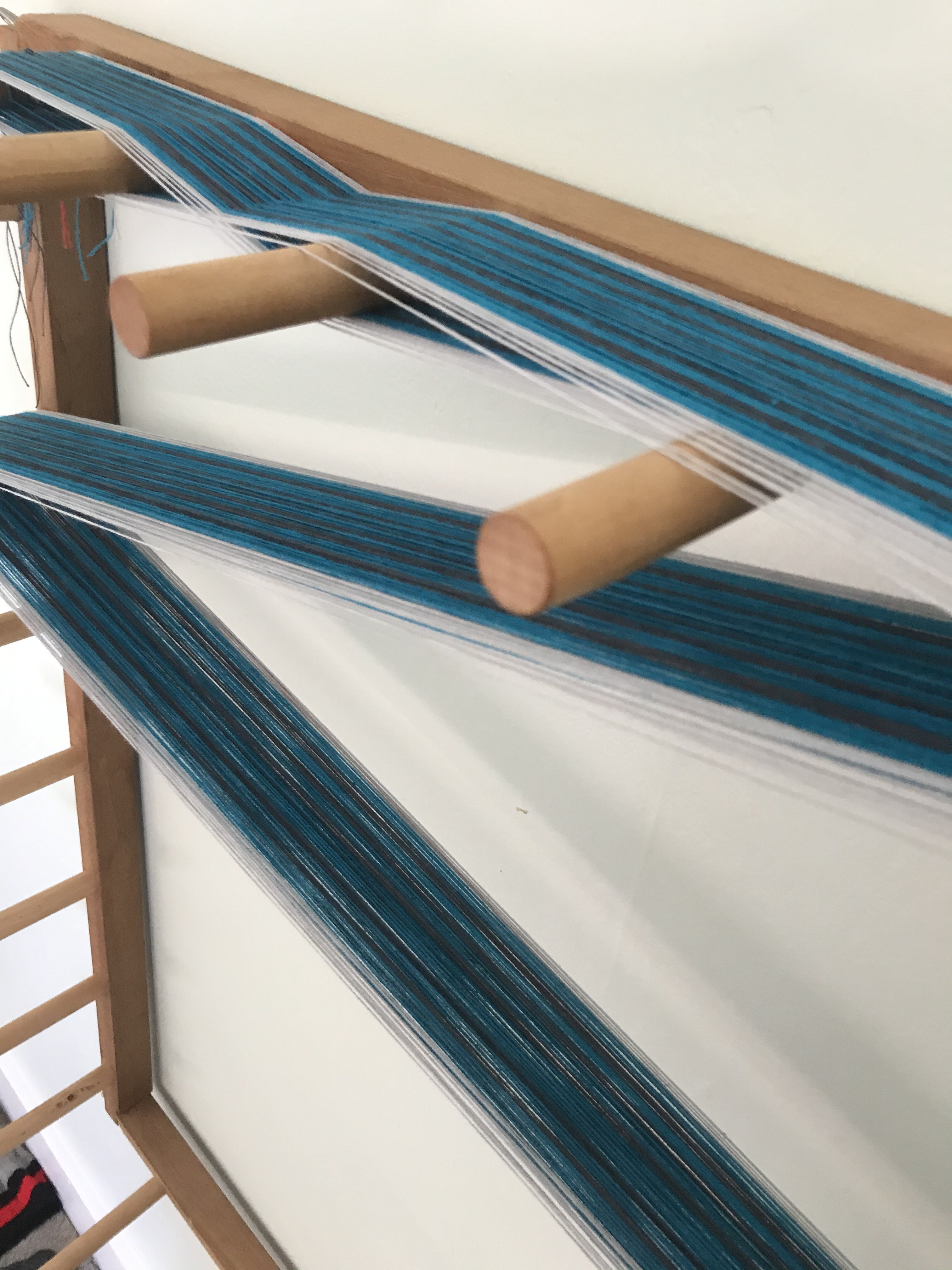
Cadre d'ourdissage. L'ourdissage est simple, mais différencie déjà les fils pairs des fils impairs.
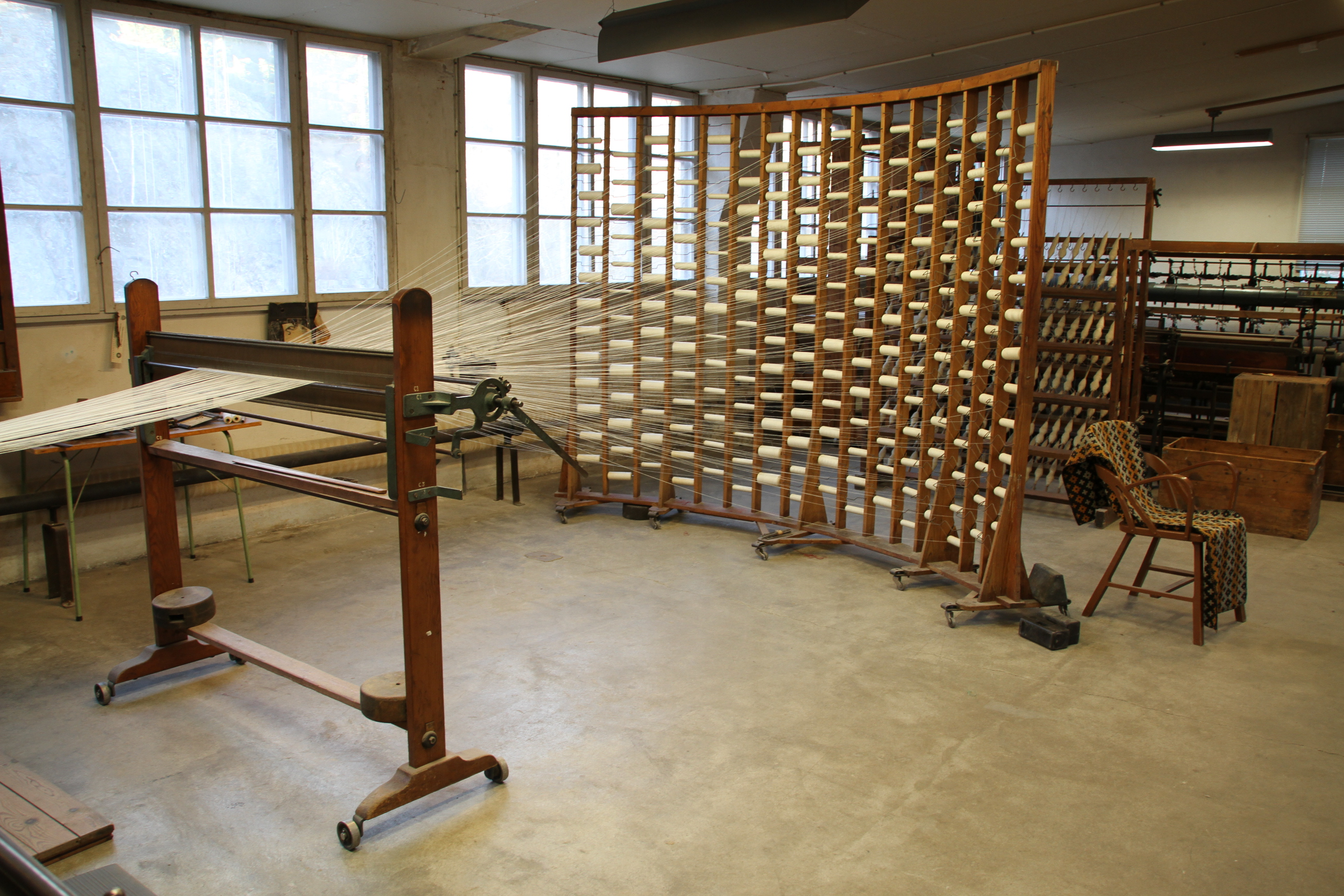
Cantre. L'ourdissoir est hors-champ, à gauche.
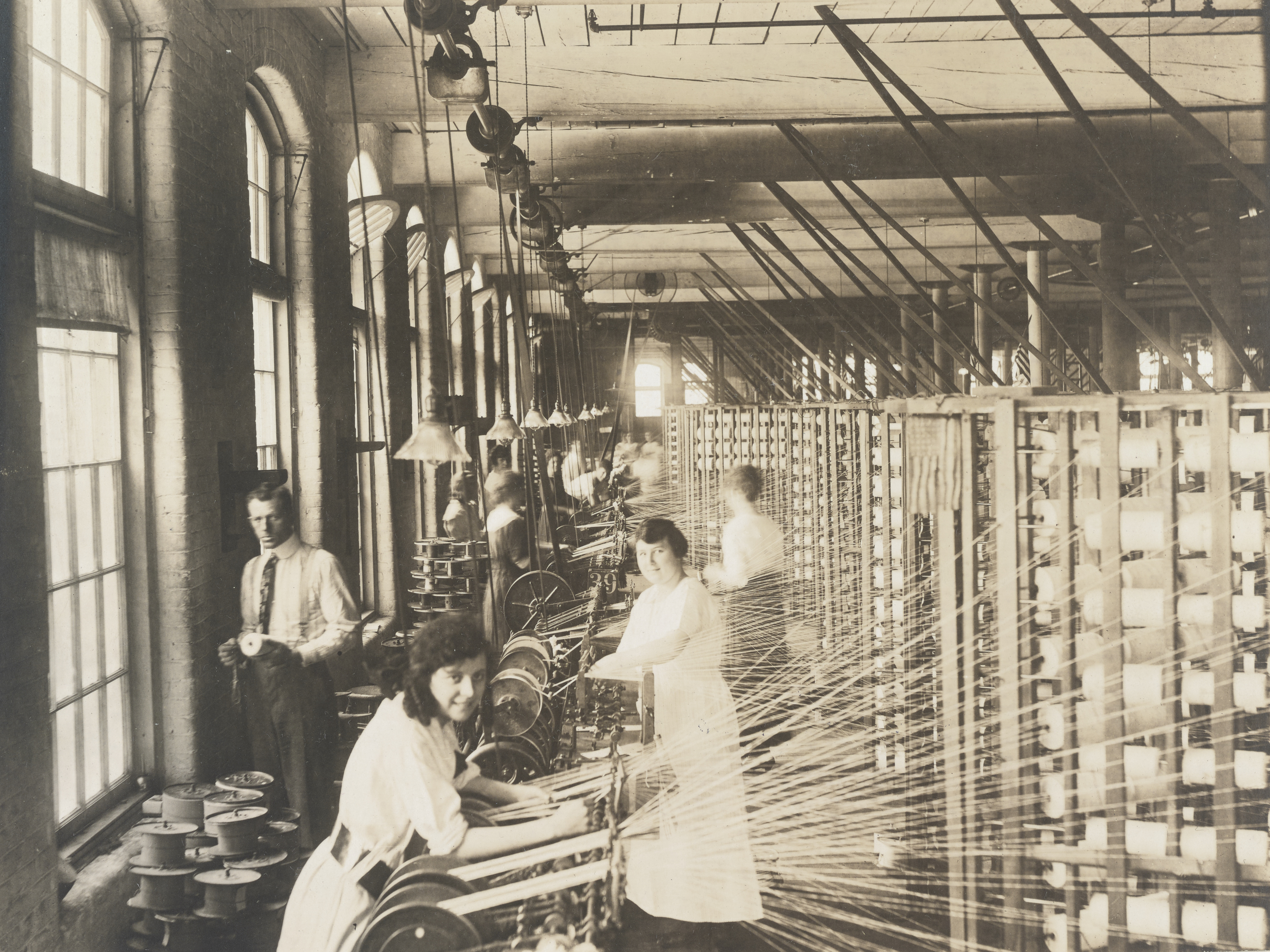
Ourdisseuses dans une usine de tissage, pendant la Première Guerre mondiale. Le futur tissu présente une petite laize (largeur).
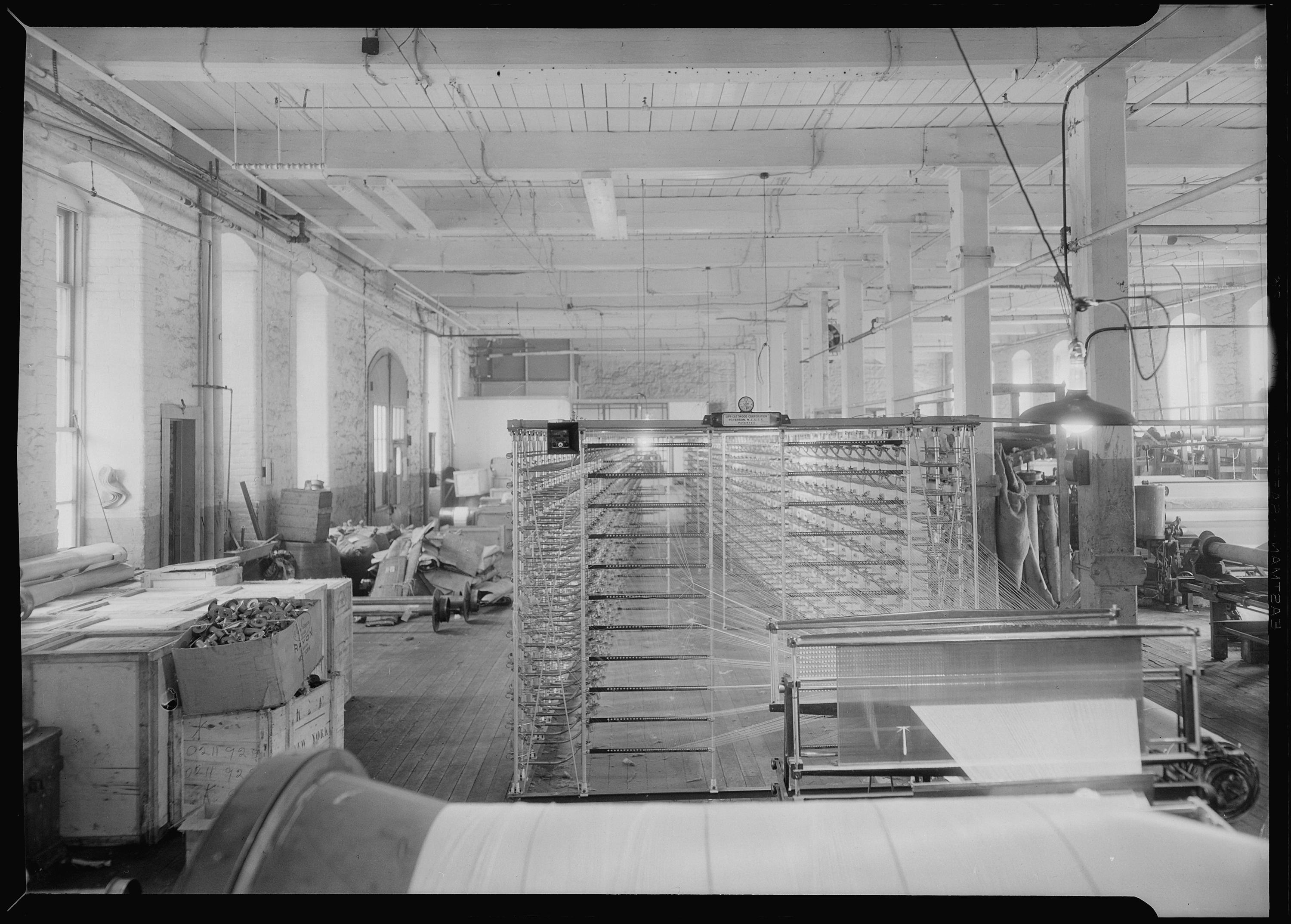
Ourdissage, vu depuis l'ensouple. Les cantres sont à l'arrière-plan.
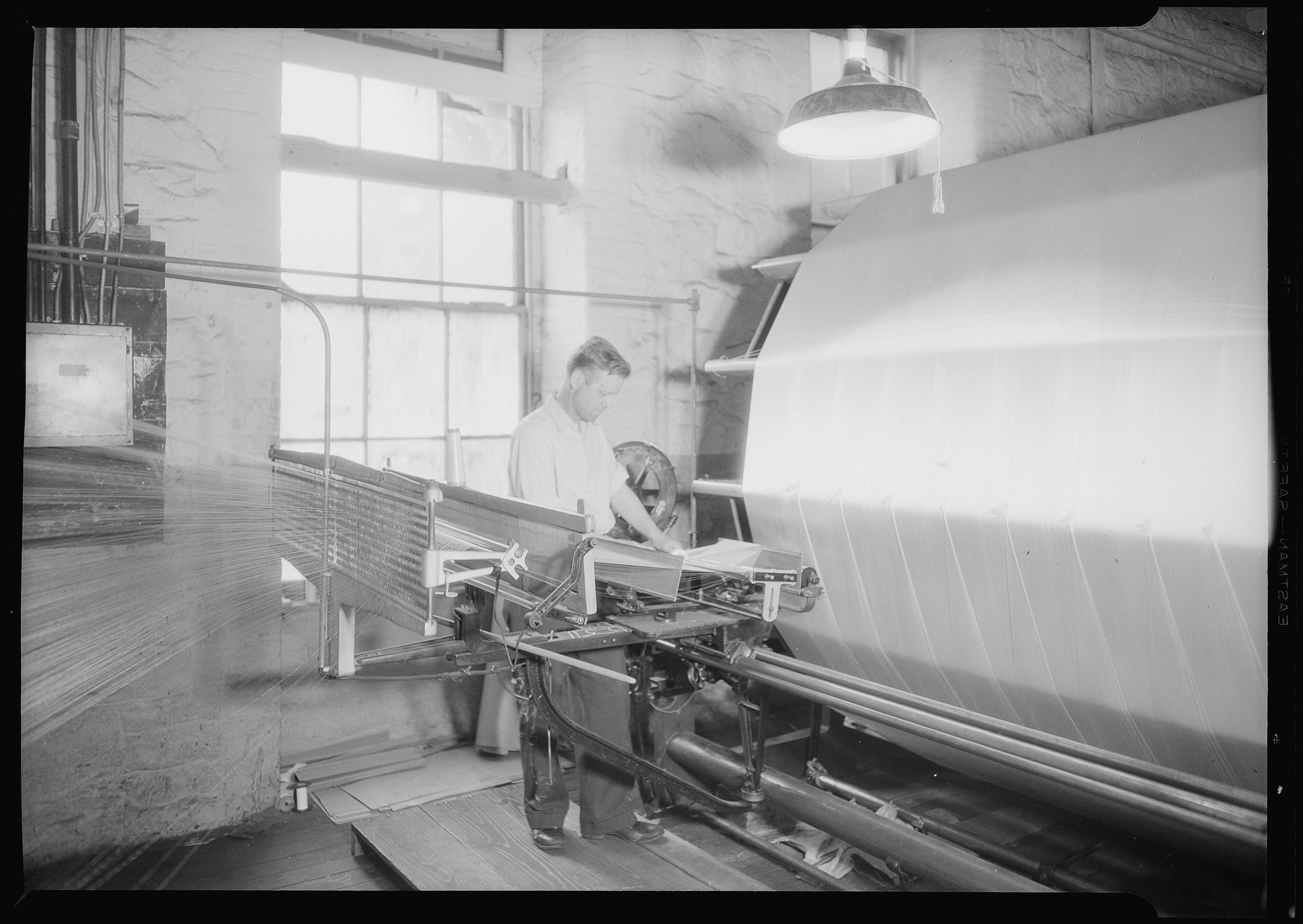
Ourdissage sectionnel. On aperçoit les sections le long de l'ensouple.
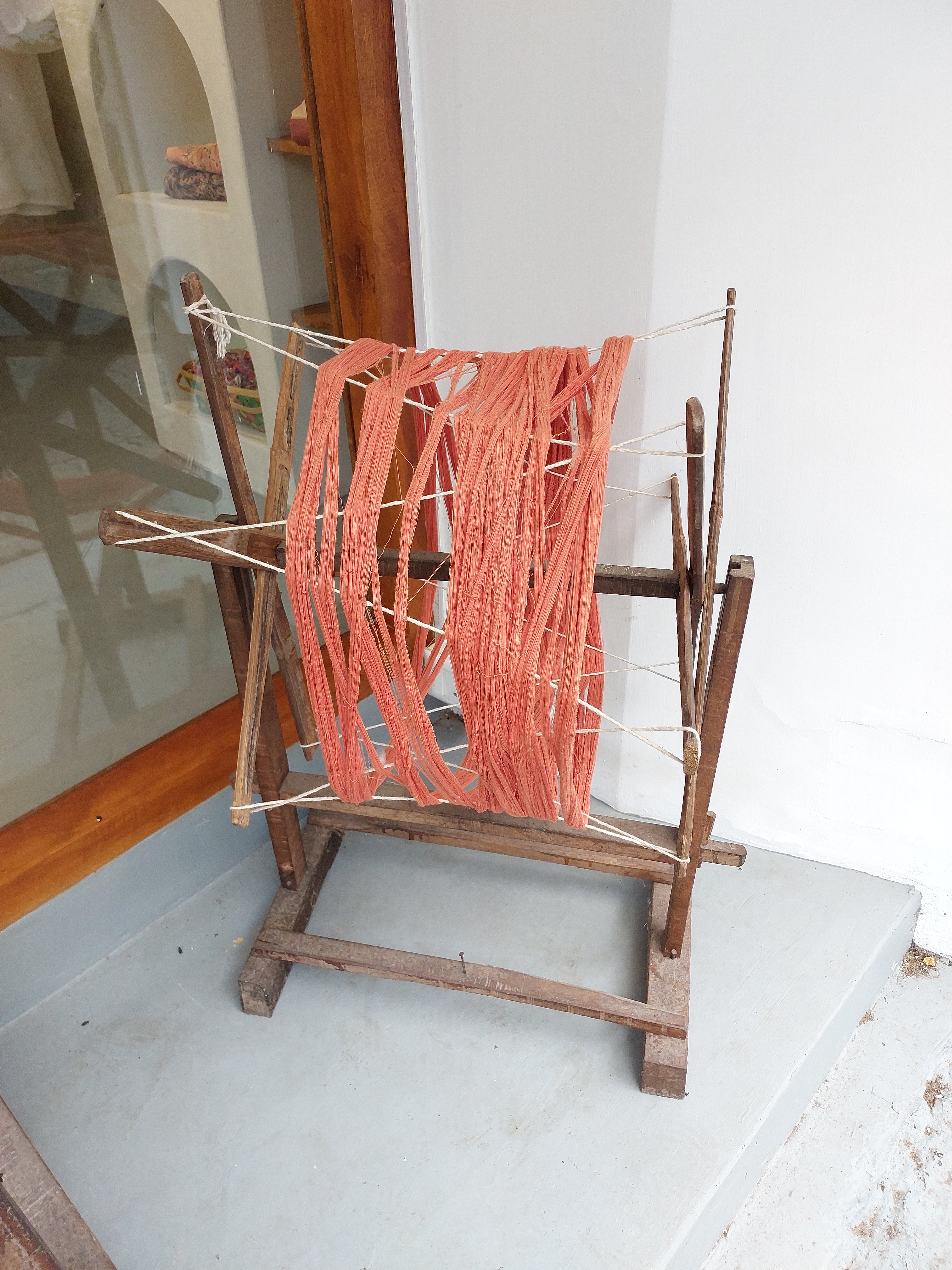
Ourdissoir artisanal.
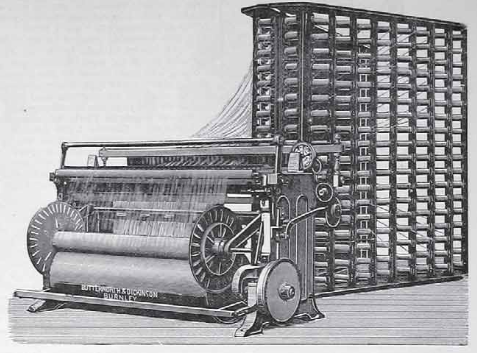
Ourdissoir combiné : l'ourdissage et le pliage sont faits sur la même machine. L'ensouple est à l'avant de la machine.
Un ouvrier à la cantre : il passe le fil de chaque bobine dans l'oeillet qui lui est assigné, pour permettre de dévider la bobine vers l'ourdissoir.
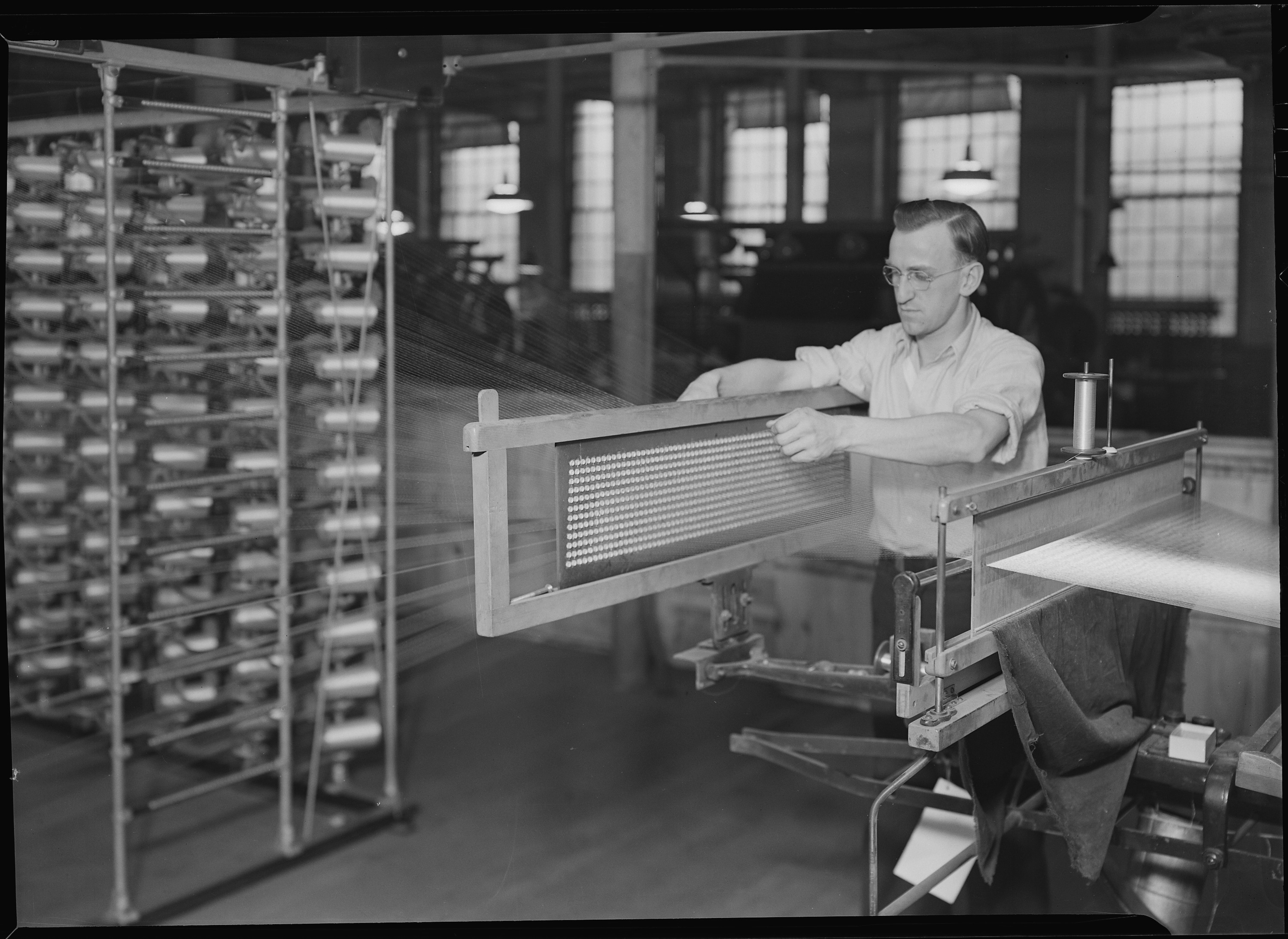
Le même ouvrier, à l'étape suivante : le fil qui vient de la cantre passe dans une carte d'encroix, qui va permettre d'ourdir la chaîne sans emmêler les fils.